# Tom Holland (cầu thủ bóng đá, sinh năm 1902)
Thomas Holland (sinh tại Sheffield, 16 tháng 7 năm 1902, mất tại Weymouth, tháng 7 năm 1987) là một cầu thủ bóng đá người Anh thi đấu chuyên nghiệp cho các câu lạc bộ bao gồm Watford và Gillingham.  Ông có gần 120 lần ra sân tại Football League cho Gillingham.